# 徐子氽鼎
徐子氽鼎又称徐子鼎，是春秋时期诸侯国徐国制造的青铜器。是徐国国君子「氽」的随葬品。1965年出土于山东省费县城北上治公社的台子沟。同期出土铜鼎两件，另一件无铭文。出土地位于东蒙山之麓。被认为是徐国祭祀东蒙山之遗物。评定为国家一级文物藏品，由费县文物管理部门收藏:2。

## 尺寸
徐子氽鼎，高：21．5厘米，口径：22厘米，重量：3.2公斤。

## 铭文
余子氽之鼎百岁用之:2。